# Прусская песня
«Песня Прусская» («Preußenlied») служила государственным гимном Прусского королевства с 1830 по 1840 год. Из-за вступительного текста она также была известна как «Ich bin ein Preuße, kennt ihr meine Farben?» («Я пруссак, знаете ли вы мои цвета?»).

## История
Бернард Тирш (1793—1855), директор гимназии Дортмунда, написал первые шесть куплетов песни в Хальберштадте в честь дня рождения короля Пруссии Фридриха Вильгельма III в 1830 году. Мелодия была написана в 1832 году Августом Нейтардом (1793—1861), Королевский музыкальный руководитель 2-го гвардейско-гренадерского полка прусской армии. Доктор Ф. Т. Шнайдер добавил седьмой куплет в 1851 году. (Однако шестой куплет ниже относится к битве при Диббеле, которая произошла в 1864 году, то есть, по-видимому, уже после того, как песня была написана!) «Preußenlied» заменил предыдущий гимн «Боруссия», а затем его сменил «Heil dir im Siegerkranz».
Поскольку почти все немцы к востоку от Одера были изгнаны после Второй мировой войны, «Preußenlied» иногда поют организации беженцев, такие как Территориальная ассоциация Восточной Пруссии. К 1950 году более 12 миллионов немцев были вынуждены переселиться или были изгнаны из Центральной и Восточной Европы, причем большая их часть мигрировала в послевоенные Германию и Австрию, оккупированные союзниками.
Миграция немецкого населения также составляла наибольшую часть всей послевоенной миграции населения (составляла 20 млн человек).

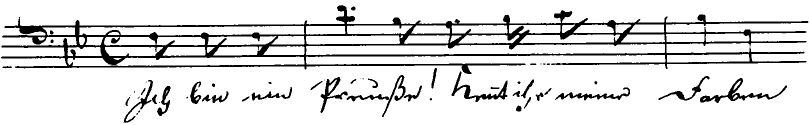
Автографическая оценка первой строки из Preußenlied

## Интересные факты
После того, как король Фридрих Вильгельм IV отдал своим гвардейцам приказ отступить во время баррикадных боев в Берлине 19 марта 1848 года, они с разочарованием спели следующее исполнение последнего куплета Прусской песни, когда маршировали из города:

## Примечание
1. ↑  Прусская песня — патриотическая песня, которая временно была национальным гимном Пруссии . Он состоит из шести строф. Учитель Бернхард Тирш из Кирхшайде написал первые пять строф в Хальберштадте в 1830 году под названием «Отечество Пруссии» ко дню рождения прусского короля Фридриха Вильгельма III. Мелодия, известная сегодня, была сочинена (позже) королевским музыкальным руководителем второго гвардейско-гренадерского полка Августом Нейтхардтом в 1832 году. Тирш добавил шестой куплет только в 1851 году
2. ↑  Эмиль Бон: Национальные гимны европейских народов. В: 4-й выпуск серии Word и Custom. Фольклорные произведения от имени Силезского общества фольклора. Отредактировано в неофициальных буклетах Dr. Теодор Зибс, ор. Профессор Вроцлавского университета и д. Макс Хиппе, городской библиотекарь во Вроцлаве. Издатель M. & H. Marcus, Бреслау, 1908 г.
3. ↑  Учитель фортепиано 17 (1894), стр. 158.
4. ↑  Франц Магнус Бёме (ред.): Народные песни немцев 18 и 19 веков объединили слова и способы из старых гравюр и рукописей, а также из народного языка. Брейткопф и Хартель, Лейпциг, 1895 г.
5. ↑  Лилиан Далбиак.
6. ↑  Фишер, Майкл; Сенкель, Кристиан (2010). Клаус Таннер (ред.). Reichsgründung 1871: Ereignis, Beschreibung, Inszenierung . Мюнстер: Waxmann Verlag.
7. ↑  Рассказано Германом Шмитцем в: Революция взглядов! Прусская культурная политика и национальное сообщество с 9 ноября 1918 года . Самоиздание, Нойбабельсберг, 1931 г., стр. 18; см. также полный текст переписывания в Otto von Bismarck : Thoughts and Memories . Котта, Штутгарт, Берлин, 1928 г., стр. 68 ф.